# Lista de episódios de Nikita
Nikita é uma série de televisão estadunidense apresentada no canal CW. Tem como base o filme de mesmo nome lançado em 1990, no remake A Assassina (1993), e no seriado La Femme Nikita (1997). Nikita estreou no dia 9 de setembro de 2010, e é transmitida todas as quinta-feiras as 21 horas nos Estados Unidos, enquanto que no Brasil é transmitida as terças no mesmo horário pela Warner Channel.
A história é focada na organização secreta conhecida como Divisão. Recrutando jovens com passados problemáticos, a Divisão elimina qualquer ligação que eles tenham com suas vidas passadas e os treina para serem espiões eficientes e assassinos. Nikita é a primeira recruta a escapar do local e tem como objetivo derrubar seus antigos chefes. Tendo treinado Nikita, Michael, um operacional da Divisão, recebe a ordem de seu chefe Percy para liquidar a antiga estudante. Enquanto isso, a Divisão recruta os jovens Thom, Jaden e, a mais nova, Alex. Segue abaixo uma Lista de Episódios de Nikita.
| Season | Season | Episodes | Originally aired       | Originally aired       | DVD and Blu-ray release date | DVD and Blu-ray release date | DVD and Blu-ray release date |
| Season | Season | Episodes | Season premiere        | Season finale          | Region 1                     | Region 2                     | Region 4                     |
| ------ | ------ | -------- | ---------------------- | ---------------------- | ---------------------------- | ---------------------------- | ---------------------------- |
|        | 1      | 22       | 9 de setembro de 2010  | 12 de maio de 2011     | 30 de agosto de 2011         | 19 de setembro de 2011       | 2 de novembro de 2011        |
|        | 2      | 23       | 23 de setembro de 2011 | 18 de maio de 2012     | 2 de outubro de 2012         | 1 de outubro de 2012         | 13 de fevereiro de 2013      |
|        | 3      | 22       | 19 de outubro de 2012  | 17 de maio de 2013     | 22 de outubro de 2013        | 10 de fevereiro de 2014      | 13 de novembro de 2013       |
|        | 4      | 6        | 22 de novembro de 2013 | 27 de dezembro de 2013 | 20 de maio de 2014           | —                            | —                            |

## Lista de Episódios

### Primeira Temporada (2010-2011)
| Nº | #  | Título               | Dirigido por      | Escrito por                        | Data de exibição        | Cód. de prod. | Audiência E.U.A. (em milhões) |
| -- | -- | -------------------- | ----------------- | ---------------------------------- | ----------------------- | ------------- | ----------------------------- |
| 1  | 1  | "Pilot"              | Danny Cannon      | Craig Silverstein                  | 9 de setembro de 2010   | 276051        | 3.57                          |
| 2  | 2  | "2.0"                | Danny Cannon      | Craig Silverstein e Levinson David | 16 de setembro de 2010  | 3X6252        | 3.19                          |
| 3  | 3  | "Kill Jill"          | David Solomon     | Amanda Segel                       | 23 de setembro de 2010  | 3X6253        | 3.15                          |
| 4  | 4  | "Rough Trade"        | Nick Copus        | Carlos Coto                        | 30 de setembro de 2010  | 3X6254        | 2.68                          |
| 5  | 5  | "The Guardian"       | David Solomon     | Albert Kim                         | 7 de outubro de 2010    | 3X6255        | 2.90                          |
| 6  | 6  | "Resistance"         | Guy Ferland       | Kalinda Vasquez                    | 21 de outubro de 2010   | 3X6256        | 2.81                          |
| 7  | 7  | "The Recruit"        | Eagle Egilsson    | Amanda Segel                       | 28 de outubro de 2010   | 3X6257        | 2.48                          |
| 8  | 8  | "Phoenix"            | David Barrett     | James Barnes                       | 4 de novembro de 2010   | 3X6258        | 2.41                          |
| 9  | 9  | "One Way"            | Ken Fink          | Albert Kim                         | 11 de novembro de 2010  | 3X6259        | 2.33                          |
| 10 | 10 | "Dark Matter"        | Danny Cannon      | Carlos Coto                        | 2 de dezembro de 2010   | 3X6260        | 2.30                          |
| 11 | 11 | "All the Way"        | Terrence O'Hara   | Craig Silverstein                  | 9 de dezembro de 2010   | 3X6261        | 2.29                          |
| 12 | 12 | "Free"               | Jonathan Glassner | Kalinda Vasquez                    | 27 de janeiro de 2011   | 3X6262        | 2.62                          |
| 13 | 13 | "Coup de Grace"      | Nathan Hope       | Albert Kim                         | 3 de fevereiro de 2011  | 3X6263        | 2.40                          |
| 14 | 14 | "The Next Seduction" | David Solomon     | Carlos Coto                        | 10 de fevereiro de 2011 | 3X6264        | 1.89                          |
| 15 | 15 | "Alexandra"          | Ken Fink          | Andrew Colville                    | 17 de fevereiro de 2011 | 3X6265        | 2.10                          |
| 16 | 16 | "Echoes"             | Nick Copus        | Kristen Reidel                     | 24 de fevereiro de 2011 | 3X6266        | 2.14                          |
| 17 | 17 | "Covenants"          | Eagle Egilsson    | Jim Barnes                         | 7 de abril de 2011      | 3X6267        | 1.82                          |
| 18 | 18 | "Into The Dark"      | Jeffrey Hunt      | Albert Kim                         | 14 de abril de 2011     | 3X6268        | 2.21                          |
| 19 | 19 | "Girl's Best Friend" | Robert Lieberman  | Carlos Coto                        | 21 de abril de 2011     | 3X6269        | 2.01                          |
| 20 | 20 | "Glass Houses"       | Ralph Hemecker    | Kalinda Vasquez                    | 28 de abril de 2011     | 3X6270        | 1.72                          |
| 21 | 21 | "Betrayals"          | Eagle Egilsson    | Andrew Colville                    | 5 de maio de 2011       | 3X6271        | 2.00                          |
| 22 | 22 | "Pandora"            | Ken Fink          | Craig Silverstein                  | 12 de maio de 2011      | 3X6272        | 1.94                          |

### Segunda Temporada (2011-2012)
No dia 17 de Maio de 2011, foi confirmada a segunda temporada de Nikita, com estreia no dia 23 de Setembro. A temporada conta com 23 episódios.
| Nº | #  | Título            | Dirigido por      | Escrito por             | Data de exibição        | Cód. de prod. | Audiência E.U.A. (em milhões) |
| -- | -- | ----------------- | ----------------- | ----------------------- | ----------------------- | ------------- | ----------------------------- |
| 23 | 1  | "Game Change"     | Danny Cannon      | Craig Silverstein       | 23 de setembro de 2011  | 3X7151        | 1.85                          |
| 24 | 2  | "Falling Ash"     | Eagle Egilsson    | Kalinda Vasquez         | 30 de setembro de 2011  | 3X7152        | 1.73                          |
| 25 | 3  | "Knightfall"      | Ken Fink          | Carlos Coto             | 7 de outubro de 2011    | 3X7153        | 1.57                          |
| 26 | 4  | "Partners"        | Dermott Downs     | Kristen Reidel          | 14 de outubro de 2011   | 3X7154        | 1.65                          |
| 27 | 5  | "Looking Glass"   | Ken Girotti       | Albert Kim              | 21 de outubro de 2011   | 3X7155        | 1.69                          |
| 28 | 6  | "343 Walnut Lane" | Nick Copus        | Andrew Colville         | 28 de outubro de 2011   | 3X7156        | 1.77                          |
| 29 | 7  | "Clawback"        | Eagle Egilsson    | Michael Brandon Guercio | 4 de novembro de 2011   | 3X7157        | 1.79                          |
| 30 | 8  | "London Calling"  | Jeffrey Hunt      | Kalinda Vasquez         | 11 de novembro de 2011  | 3X7158        | 1.89                          |
| 31 | 9  | "Fair Trade"      | Nick Copus        | Carlos Coto             | 18 de novembro de 2011  | 3X7159        | 1.79                          |
| 32 | 10 | "Guardians"       | Dwight Little     | Albert Kim              | 2 de dezembro de 2011   | 3X7160        | 1.68                          |
| 33 | 11 | "Pale Fire"       | Deran Sarafian    | Kristen Reidel          | 6 de janeiro de 2012    | 3X7161        | 1.56                          |
| 34 | 12 | "Sanctuary"       | Steven A. Adelson | Andrew Colville         | 13 de janeiro de 2012   | 3X7162        | 1.49                          |
| 35 | 13 | "Clean Sweep"     | Brad Turner       | Kalinda Vasquez         | 3 de fevereiro de 2012  | 3X7163        | 1.45                          |
| 36 | 14 | "Rogue"           | Marc David Alpert | Carlos Coto             | 10 de fevereiro de 2012 | 3X7164        | 1.45                          |
| 37 | 15 | "Origins"         | Michael Robison   | Albert Kim              | 17 de fevereiro de 2012 | 3X7165        | 1.51                          |
| 38 | 16 | "Doublecross"     | Eagle Egilsson    | Kristen Reidel          | 16 de março de 2012     | 3X7166        | 1.51                          |
| 39 | 17 | "Arising"         | Karen Gaviola     | Andrew Colville         | 23 de março de 2012     | 3X7167        | 1.46                          |
| 40 | 18 | "Power"           | Chris Peppe       | Carlos Coto             | 30 de março de 2012     | 3X7168        | 1.32                          |
| 41 | 19 | "Wrath"           | Jeffrey Hunt      | Albert Kim              | 20 de abril de 2012     | 3X7169        | 1.39                          |
| 42 | 20 | "Shadow Walker"   | Nick Copus        | Kristen Reidel          | 27 de abril de 2012     | 3X7170        | 1.29                          |
| 43 | 21 | "Dead Drop"       | Michael Robison   | Kalinda Vasquez         | 4 de maio de 2012       | 3X7171        | 1.22                          |
| 44 | 22 | "Crossbow"        | Danny Cannon      | Andrew Colville         | 11 de maio de 2012      | 3X7172        | 1.25                          |
| 45 | 23 | "Homecoming"      | Eagle Egillson    | Carlos Coto             | 18 de maio de 2012      | 3X7173        | 1.42                          |

### Terceira Temporada (2012-2013)
No dia 12 de Maio de 2012 foi confirmada a terceira temporada de Nikita, que se iniciará na Fall Season de 2012.
| Nº | #  | Título                  | Dirigido por      | Escrito por                    | Data de exibição        | Cód. de prod. | Audiência E.U.A. (em milhões) |
| -- | -- | ----------------------- | ----------------- | ------------------------------ | ----------------------- | ------------- | ----------------------------- |
| 46 | 1  | "3.0"                   | Eagle Egilsson    | Craig Silverstein              | 19 de outubro de 2012   | 3X7351        | 0.95                          |
| 47 | 2  | "Innocence"             | John Badham       | Mary Trahan                    | 26 de outubro de 2012   | 3X7352        | 0.81                          |
| 48 | 3  | "True Believer"         | Danny Cannon      | Carlos Coto                    | 2 de novembro de 2012   | 3X7353        | 1.14                          |
| 49 | 4  | "Consequences"          | Nick Copus        | Kristen Reidel                 | 9 de novembro de 2012   | 3X7354        | 0.86                          |
| 50 | 5  | "The Sword's Edge"      | Ken Fink          | Albert Kim                     | 30 de novembro de 2012  | 3X7355        | 1.20                          |
| 51 | 6  | "Sideswipe"             | Joshua Butler     | Terry Matalas & Travis Fickett | 7 de dezembro de 2012   | 3X7356        | 1.19                          |
| 52 | 7  | "Intersection"          | Dwight Little     | Michael Brandon Guercio        | 18 de janeiro de 2013   | 3X7357        | 1.27                          |
| 53 | 8  | "Aftermath"             | Brad Turner       | Carlos Coto                    | 25 de janeiro de 2013   | 3X7358        | 1.53                          |
| 54 | 9  | "Survival Instincts"    | John Showalter    | Albert Kim                     | 1 de fevereiro de 2013  | 3X7359        | 1.23                          |
| 55 | 10 | "Brave New World"       | Marc David Alpert | Kristen Reidel                 | 8 de fevereiro de 2013  | 3X7360        | 1.34                          |
| 56 | 11 | "Black Badge"           | David Grossman    | Mary Trahan                    | 22 de fevereiro de 2013 | 3X7361        | 1.24                          |
| 57 | 12 | "With Fire"             | Eagle Egilsson    | Carlos Coto                    | 1 de março de 2013      | 3X7362        | 1.01                          |
| 58 | 13 | "Reunion"               | Jon Cassar        | Terry Matalas & Travis Fickett | 8 de março de 2013      | 3X7363        | 1.37                          |
| 59 | 14 | "The Life We've Chosen" | Brad Turner       | Albert Kim                     | 15 de março de 2013     | 3X7364        | 1.21                          |
| 60 | 15 | "Inevitability"         | Mark Baldwin      | Kristen Reidel                 | 29 de março de 2013     | 3X7365        | 1.22                          |
| 61 | 16 | "Tipping Point"         | Dwight Little     | Oliver Grigsby                 | 5 de abril de 2013      | 3X7366        | 1.23                          |
| 62 | 17 | "Masks"                 | Chris Peppe       | Kamran Pasha                   | 12 de abril de 2013     | 3X7367        | 1.15                          |
| 63 | 18 | "Broken Home"           | John Badham       | Terry Matalas & Travis Fickett | 19 de abril de 2013     | 3X7368        | 0.97                          |
| 64 | 19 | "Self-Destruct"         | Nick Copus        | Kristen Reidel                 | 26 de abril de 2013     | 3X7369        | 0.95                          |
| 65 | 20 | "High-Value Target"     | Dan Sackheim      | Michael Brandon Guercio        | 3 de maio de 2013       | 3X7370        | 1.03                          |
| 66 | 21 | "Invisible Hand"        | Dwight Little     | Carlos Coto                    | 10 de maio de 2013      | 3X7371        | 1.01                          |
| 67 | 22 | "Til Death Do Us Part"  | Eagle Egilsson    | Albert Kim                     | 17 de maio de 2013      | 3X7372        | 1.00                          |

### Quarta Temporada (2013)
É a última temporada de Nikita, e conta com seis episódios.
| Nº | # | Título          | Dirigido por      | Escrito por                    | Data de exibição       | Cód. de prod. | Audiência E.U.A. (em milhões) |
| -- | - | --------------- | ----------------- | ------------------------------ | ---------------------- | ------------- | ----------------------------- |
| 68 | 1 | "Wanted"        | Eagle Egilsson    | Kristen Reidel                 | 22 de novembro de 2013 | 4X5251        | 0.74                          |
| 69 | 2 | "Dead or Alive" | John Badham       | Albert Kim                     | 29 de novembro de 2013 | 4X5252        | 0.86                          |
| 70 | 3 | "Set-Up"        | Marc David Alpert | Carlos Coto                    | 6 de dezembro de 2013  | 4X5253        | 0.85                          |
| 71 | 4 | "Pay-Off"       | Marc David Alpert | Terry Matalas & Travis Fickett | 13 de dezembro de 2013 | 4X5254        | 0.64                          |
| 72 | 5 | "Bubble"        | Nick Copus        | Oliver Grigsby                 | 19 de dezembro de 2013 | 4X5255        | 0.69                          |
| 73 | 6 | "Canceled"      | Eagle Egilsson    | Albert Kim & Carlos Coto       | 27 de dezembro de 2013 | 4X5256        | 0.82                          |

## Audiência
| Temporada     | Horário                                                        | # Ep. | Season Premiere        | Season Premiere                | Season Finale          | Season Finale                | Posição | Audiência (em milhões) |
| Temporada     | Horário                                                        | # Ep. | Data                   | Estréia Audiência (em milhões) | Data                   | Final Audiência (em milhões) | Posição | Audiência (em milhões) |
| ------------- | -------------------------------------------------------------- | ----- | ---------------------- | ------------------------------ | ---------------------- | ---------------------------- | ------- | ---------------------- |
| 1.ª temporada | Quinta 21:00                                                   | 22    | 9 de setembro de 2010  | 3.57                           | 12 de maio de 2011     | 1.94                         | #135    | 2.32                   |
| 2.ª temporada | Sexta 20:00                                                    | 23    | 23 de setembro de 2011 | 1.85                           | 18 de maio de 2012     | 1.47                         | #182    | 1.77                   |
| 3.ª temporada | Sexta 21:00 (19 out. - 9 nov.) Sexta 20:00 (30 nov. - 17 maio) | 22    | 19 de outubro de 2012  | 0.95                           | 17 de maio de 2013     | 1.00                         | #145    | 1.38                   |
| 4.ª temporada | Sexta 21:00                                                    | 6     | 22 de novembro de 2013 | 0.74                           | 27 de dezembro de 2013 | 0.82                         | TBA     | TBA                    |